# Derolus kraatzi
Derolus kraatzi är en skalbaggsart som beskrevs av Jordan 1903. Derolus kraatzi ingår i släktet Derolus och familjen långhorningar. Inga underarter finns listade i Catalogue of Life.